# Operation Desoto
Die Operation Desoto (amerikanisch für DeHaven Special Operations off TsingtaO ) war ein SIGINT-Einsatz der National Security Agency und der US Navy vor der Küste von China, Nordkorea, der Sowjetunion und Nordvietnam, der ab 1962 durchgeführt wurde.
Dabei patrouillierten Zerstörer der 7. Flotte vor der Küste und sammelten elektronische Informationen. Die erste Fahrt wurde mit der De Haven im Gelben Meer bei Qingdao (Tsingtao) unternommen, später kamen die Agerholm dazu, die Richard S. Edwards, die John R. Craig und die Maddox.
Im August 1964 wurden teilnehmende amerikanische Schiffe in den Tonkin-Zwischenfall verwickelt.